# Максимовка (Сандиктауський район)
Макси́мовка (каз. Максимовка) — село у складі Сандиктауського району Акмолинської області Казахстану. Адміністративний центр Максимовського сільського округу.
Населення — 1001 особа (2021; 1072 у 2009, 1268 у 1999, 1519 у 1989).
Національний склад станом на 1989 рік:
- росіяни — 49 %;
- німці — 42 %.

## Уродженці
- Терьохін Іван Дмитрович (* 1922) — Герой Радянського Союзу